# Daubeuf-Serville
Daubeuf-Serville é uma comuna francesa na região administrativa da Normandia, no departamento de Sena Marítimo. Estende-se por uma área de 7,78 km². Em 2010 a comuna tinha 411 habitantes (densidade: 52,8 hab./km²).